# 多晶金刚石微粉
多晶金刚石，又称多晶钻石，是人造钻石的一种，与单晶金刚石相比，多晶金刚石以爆炸法合成，更多的晶棱与磨削面，在抛光过程中每条晶棱都具有磨削力，并且粗颗粒在磨削过程中会破碎成更小的颗粒脱落，这样既可以保持持续的磨削力，又不易造成划伤。既具有金刚石的硬度，又不易造成划伤，特别适合加工高精度超硬材料如蓝宝石衬底、光学晶体、超硬陶瓷等。

## 生产方法
在人造金刚石技术中，最成熟且得到较广泛应用的是静压法，它是利用液压两面顶、四面顶或六面顶压机产生的静高压和电炉产生的高温在触媒的作用下使石墨发生相变转化为金刚石，即单晶金刚石。但这种方法设备投资较大，原材料复杂，产品粒度分布在从几个微米到几百微米范围内，且颗粒呈不规则单晶，多带尖锐棱角。
其次是爆轰法，利用炸药爆炸时产生的高温高压热力学和动力学条件，使负氧平衡炸药中多余的碳或外加碳源在爆轰过程中发生解离、聚结和相变等过程，生成具有球形外貌的纳米立方单晶金刚石和具有尖锐棱角和不规则外形的微米多晶金刚石，且多晶金刚石是由众多细小的纳米级小颗粒聚集而成，合称新型超细碳材料。其中纳米金刚石的颗粒度主要分布在1-20nm，多晶金刚石的颗粒度分布在0.5-15um。经过提纯分级等后续处理步骤后，便得到不同粒度范围的多晶金刚石微粉。
这些材料既具有传统碳材料石墨和金刚石的化学、力学、热、光、电、磁等方面的许多优异性能，又具有介观材料的独特品质，在国防和民用领域的应用前景广阔。

## 应用领域
多晶金刚石的应用领域目前比较集中，2um以粗的微粉主要应用于蓝宝石基片的研磨抛光和LED芯片的减薄抛光，约占产量的三分之一，主要产品粒度中值集中在3、6um不等。一般是加溶剂和添加剂配成抛光液使用。

## 生产企业
目前主要生产企业有瑞士的Microdiamant，日本住友，俄罗斯reran